# جای خواب
جای خواب (انگلیسی: Berth Marks) یک فیلم کمدی آمریکایی و دومین فیلم ناطق لورل و هاردی است که در سال ۱۹۲۹ منتشر شد.

## بازیگران
- استن لورل
- اولیور هاردی
- پت هارمن
- سمی بروکس
- هری برنارد
- بالدوین کوک
- پولت گادرد
- چارلی هال